# Leon Okpara
Leon Iduma Okpara (* 3. Februar 1998 in Köln) ist ein deutscher Basketballspieler.

## Laufbahn
Okpara spielte in der Jugend für den TV Blatzheim, ab 2011 dann für die Köln 99ers beziehungsweise nach der Zusammenlegung mit MTV Köln dann für die RheinStars Köln. In der Saison 2014/15, als die RheinStars Meister der 1. Regionalliga West wurden, kam Okpara zu Kurzeinsätzen in der Herrenmannschaft, in der Folgesaison auch in der 2. Bundesliga ProA, nachdem der Verein eine Spiellizenz für die zweite Liga erhalten und damit die 2. Bundesliga ProB übersprungen hatte.
Im Sommer 2017 wurde er vom Bundesligisten Gießen 46ers unter Vertrag gestellt. Nach 17 Bundesliga-Einsätzen für Gießen in drei Jahren verließ Okpara die Mittelhessen, für deren zweite Mannschaft in der 2. Bundesliga ProB er vorrangig gespielt hatte. Ende Mai 2020 wurde sein Wechsel zum Quakenbrücker Zweitligisten Artland Dragons vermeldet. Im Juni 2021 zog sich Okpara im Knie Risse des Kreuzbandes und des Innenbandes zu.
In der Saison 2021/22 spielte Okpara aufgrund der Verletzung nicht, im Sommer 2022 wechselte er zum Drittligaaufsteiger SC Rasta Vechta II. Da er in der Saison 2022/23 Einsätze in Vechtas zweiter und aushilfsweise auch in der ersten Herrenmannschaft verbuchte, war er an zwei Aufstiegen (in die Bundesliga und in die 2. Bundesliga ProA) beteiligt. In der Saison 2023/24 erzielte Okpara in der zweiten Liga im Durchschnitt 5,5 Punkte für Vechta II, in der Bundesliga-Mannschaft der Niedersachsen kam er nicht zum Einsatz.
Im Sommer 2024 wechselte Okpara zum Zweitligisten SG ART Giants Düsseldorf.

### Nationalmannschaft
2019 wurde er in die deutsche U23-Nationalmannschaft in der Basketball-Spielart „3-gegen-3“ berufen. Anfang August 2019 wurde er in der Wettkampfklasse Herren deutscher Meister im „3-gegen-3“.